# Berliner Landespokal (Fußball)

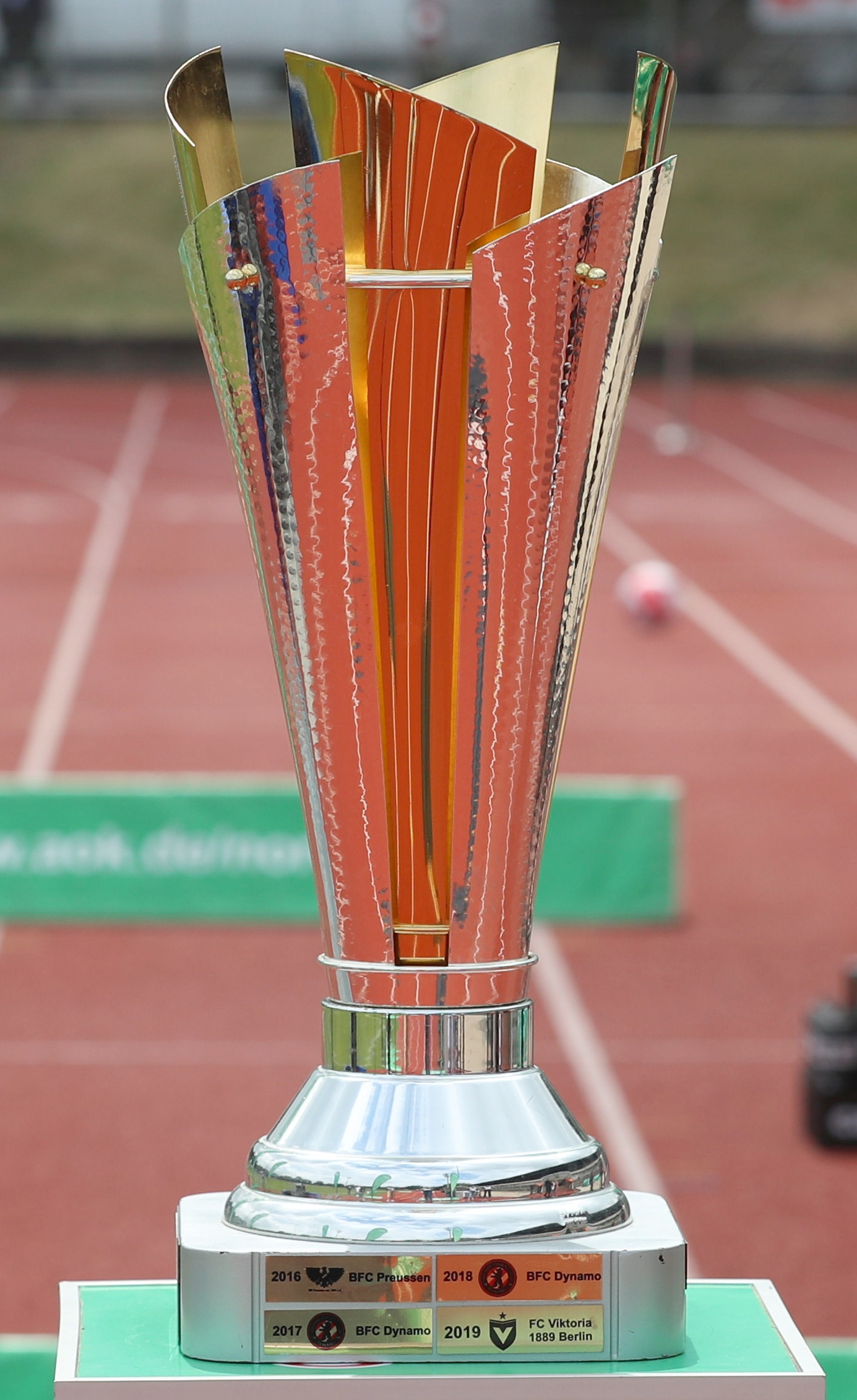
Pokaltrophäe

Der Berliner Landespokal ist ein jährlich vom Berliner Fußball-Verband (BFV) ausgetragener Verbandspokal. Der Pokalsieger erhält die Berechtigung, an der ersten Runde des DFB-Pokals teilzunehmen. Der Pokal existiert mit Unterbrechungen wahrscheinlich seit dem Jahr 1907 unter verschiedenen Bezeichnungen. Rekordpokalsieger ist Tennis Borussia Berlin mit 17 Titeln (wobei ein Sieg von den Amateuren des Vereins errungen wurde).

## Austragungsmodus
Spielberechtigt sind alle beim BFV gemeldeten Amateurmannschaften, die am regulären Spielbetrieb teilnehmen, sowie der Sieger des Freizeitpokals. Nicht spielberechtigt sind die Berliner Fußballteams, welche in den ersten beiden Profiligen – das heißt in der ersten bzw. zweiten Bundesliga – spielen (aktuell betrifft dies Hertha BSC und den 1. FC Union). Seit der Saison 2004/05 dürfen darüber hinaus nur die ersten Mannschaften eines Vereins im Pokal starten. Für die Zweitvertretungen wurde ein separater Pokalwettbewerb geschaffen.

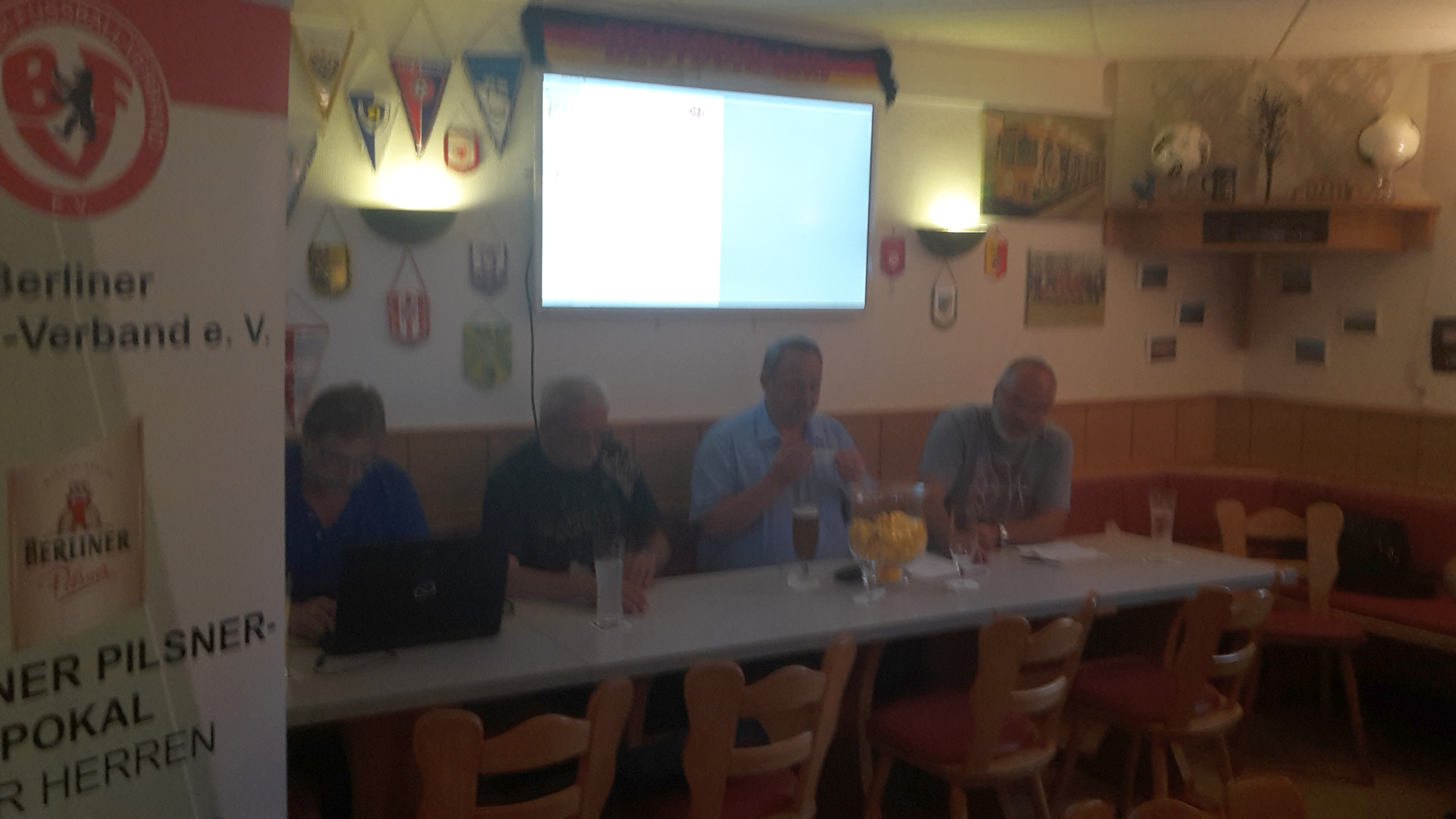
Auslosung zur 2. Runde des Berliner Pilsner Pokals für die Saison 2016/17 im Kasino des „Haus des Fussballs“

Das Teilnehmerfeld der 1. Hauptrunde der 1. Herren besteht aus 128 Mannschaften. Da es im Verband mehr 1. Herren-Mannschaften gibt, ist eine Qualifikationsrunde nötig. Hier treten die Mannschaften der Kreisligen und einige Mannschaften der Bezirksligen gegeneinander an. In der Saison 2016/2017 waren das 51 Partien. Im Gegensatz zur Auslosung beim DFB-Pokal gibt es zur Auslosung der 1. Hauptrunde des Berliner Pokals keine zwei Lostöpfe, sondern alle Spiele werden aus einem Lostopf gezogen. Das hatte in der Saison 2016/17 beispielsweise zur Folge, dass der 1. FFV Spandau aus der Kreisliga B (10. Liga) bei Tasmania Berlin aus der Berlin-Liga (6. Liga) antreten musste.
Der Wettbewerb wird im K.-o.-System ausgetragen, d. h. die jeweiligen Pokalbegegnungen werden in einem Spiel ausgetragen. Wurde während der regulären Spielzeit kein Sieger ermittelt, muss das Spiel durch Verlängerung oder ggf. Elfmeterschießen entschieden werden. Bis einschließlich dem Achtelfinale hat der unterklassige Verein Heimrecht. Bei gleicher Ligenzugehörigkeit sowie ab dem Viertelfinale hat der zuerst geloste Verein Heimrecht. Die beiden antretenden Vereine teilen sich grundsätzlich in allen Runden die Zuschauereinnahmen. Im Finale werden die Einnahmen zu je einem Drittel an die beiden Finalteilnehmer und den BFV verteilt.

## Geschichte

### 1907–1945: Pokalsieger Berlin/Brandenburg
Der erste Berliner Pokalwettbewerb wurde wahrscheinlich 1907 vom Verband Berliner Ballspielvereine (VBB; damals der führende Fußballverband in Berlin) ausgespielt. Dieser existierte bis 1910 und wurde – wie auch die Berliner Fußballmeisterschaft – vom BTuFC Viktoria 1889 dominiert, der drei von vier Austragungen gewann. Erst zehn Jahre später wird erneut ein Berliner Pokalsieger (als Gewinner einer 14 Mannschaften umfassenden Liga) genannt. Ab 1923 wurde der Pokal regelmäßig vom Verband Brandenburgischer Ballspielvereine (ebenfalls VBB) ausgetragen. Wie der Name bereits aussagt, waren auch Brandenburger Mannschaften am Spielbetrieb zugelassen. Jedoch hat sich bis heute die Bezeichnung Berliner Pokalsieger durchgesetzt. Analog dazu wird auch die Meisterschaft des VBB heute als Berliner Meisterschaft bezeichnet.
Nach der Auflösung des VBB 1933 wurde auch 1934 das letzte Mal der VBB-Verbandspokal ausgetragen. In den folgenden Jahren wurden die Teilnehmer am reichsweiten Tschammer-Pokal in sogenannten Gaugruppen ermittelt, wobei Berlin und Brandenburg zunächst mit Ostpreußen, Schlesien und Sachsen eine Gaugruppe bildete. Im Jahr 1942 wurde wieder ein Gaupokal Berlin-Brandenburg eingeführt. Der Sieger des Gaupokals war für die Endrunde des Tschammer-Pokals qualifiziert. In der Pokalsaison 1944 wurde zwar die Gaupokalrunde noch beendet, die reichsweite Pokalendrunde kriegsbedingt jedoch nicht mehr ausgetragen.
In seinen Anfangsjahren wurde der Pokal neben Viktoria 89 auch vom heutigen Bundesligist Hertha BSC geprägt. Beide gewannen jeweils fünf Mal den Wettbewerb.
| Datum         | Pokalsieger               | Finalist                 | Ergebnis                 | Austragungsort           | Zuschauer |
| ------------- | ------------------------- | ------------------------ | ------------------------ | ------------------------ | --------- |
| 23. Juni 1907 | BTuFC Viktoria 1889       | Berliner BC 03           | 2:0                      | Germania-Platz           |           |
| 24. Mai 1908  | BTuFC Viktoria 1889       | BTuFC Union 1892         | 4:0                      | Viktoria-Platz           |           |
| 24. Okt. 1909 | BTuFC Viktoria 1889       | Berliner BC 03           | 4:0                      | Union-Platz              | 1500      |
| 10. Juli 1910 | Weißenseer FC             | BFC Fortuna 1894         | 4:1                      | Germania-Platz           | 500       |
| 1920          | BFC Hertha 92             | (Sieger einer 14er-Liga) | (Sieger einer 14er-Liga) |                          |           |
| 4. Juli 1923  | SV Norden-Nordwest        | BBC Brandenburg 92       | 2:0                      | NNW-Platz                | 5000      |
| 29. Juni 1924 | Hertha BSC                | BV 06 Luckenwalde        | 1:0                      | Union-Platz              | 6000      |
| 17. Juni 1925 | SV Norden-Nordwest        | 1. FC Neukölln           | 3:1                      | NNW-Platz                | 10000     |
| 20. Juni 1926 | BFC Viktoria 1889         | Union Oberschöneweide    | 4:3                      | Stadion am Gesundbrunnen | 4000      |
| 25. Juni 1927 | BFC Viktoria 1889         | SV Norden-Nordwest       | 6:2                      | Stadion am Gesundbrunnen | 12000     |
| 23. Juni 1928 | Hertha BSC                | BV 06 Luckenwalde        | 9:2                      | Stadion am Gesundbrunnen | 10000     |
| 27. Okt. 1929 | Hertha BSC                | BFC Viktoria 1889        | 5:1                      | Stadion am Gesundbrunnen | 23000     |
| 22. Juni 1930 | Berliner SV 92            | Spandauer SV             | 5:1                      | Poststadion              | 8000      |
| 26. Dez. 1931 | Tennis Borussia Berlin    | Wacker 04 Berlin         | 6:0                      | Preussen-Stadion         | 15000     |
| 26. Dez. 1932 | Hertha BSC                | Berliner SV 1892         | 3:1                      | Poststadion              | 25000     |
| 26. Aug. 1933 | Berliner SV 92            | SV Norden-Nordwest       | 2:1 n.V                  | Preussen-Stadion         | 5000      |
| 17. Juni 1934 | Blau-Weiß 90 Berlin       | Berliner SV 92           | 3:1                      | Stadion am Gesundbrunnen | 3000      |
| 1943          | Hertha BSC                | Tennis Borussia Berlin   | 4:3 n. V.                |                          |           |
| 1944          | SG Ordnungspolizei Berlin | Tennis Borussia Berlin   | 6:2                      |                          |           |

### 1945–1950: Gesamtberliner Pokal
Nach dem Ende des Zweiten Weltkriegs und der damit einhergehenden Teilung Berlins in vier Sektoren wurde der Pokal in der Saison 1946/47 unter dem Namen Pokal des amerikanischen Drahtfunks (bzw. bis 1950 als RIAS-Pokal) wieder neu ausgetragen. Dieser fand jedoch ohne das Brandenburger Umland – welches sich auf dem Gebiet der Sowjetischen Besatzungszone befand – statt. Mit der Einführung der Oberliga auf dem Gebiet der DDR wuchs allerdings der politische Druck auf die Ost-Berliner Vereine, sich vom Gesamtberliner Spielbetrieb abzumelden, was zum Anfang der Saison 1950/51 schließlich auch geschah. Die Ost-Berliner Mannschaften wurden in den DDR-Fußball eingegliedert, die West-Berliner Teams wurden fortan durch den wieder neu gegründeten VBB organisiert. Bis zur sportlichen Wiedervereinigung der BRD und DDR im Jahr 1991 sollte es in Berlin jeweils zwei Pokalsieger geben.
| Datum                        | Pokalsieger            | Finalist                             | Ergebnis  | Austragungsort           | Zuschauer |
| ---------------------------- | ---------------------- | ------------------------------------ | --------- | ------------------------ | --------- |
| 17. März 1946                | SG Wilmersdorf         | SG Tempelhof                         | 2:1 n. V. | Stadion Neukölln         | 15000     |
| 9. Feb. 1947                 | SG Oberschöneweide     | SG Wilmersdorf                       | 4:3 n. V. | Stadion am Gesundbrunnen | 12000     |
| 21. März 1948                | kein Sieger            | SG Oberschöneweide SG Charlottenburg | 2:2 n. V. | Poststadion              | 32000     |
| 25. Apr. 1948 (Wiederholung) | SG Oberschöneweide     | SG Charlottenburg                    | 3:1       | Poststadion              | 25000     |
| 3. Juli 1949                 | Tennis Borussia Berlin | BFC Alemannia 90                     | 2:0       | Poststadion              | 25000     |
| 21. Juni 1950                | Wacker 04 Berlin       | Tennis Borussia Berlin               | 2:1 n. V. | Poststadion              | 13500     |

### 1950–1991: Pokalsieger in Ost und West
Im Westteil Berlins trug der Pokal in den Jahren 1950 bis 1970 den Namen Karl-Heinz-Schulz-Pokal. Schulz war Trainer und Sportjournalist. U. a. trainierte er den deutschen Ruder-Achter bei den Olympischen Spielen 1936. Mit 39 Jahren starb er infolge einer Operation.
Im Jahr 1970 wurde der Pokal in Paul-Rusch-Pokal umbenannt. Der Namensgeber Paul Rusch war ein Berliner Sportfunktionär, der 1949 durch die Alliierten zum ersten Vorsitzenden des neuen VBB ernannt wurde. Dieses Amt bekleidete er bis 1970. Am Paul-Rusch-Pokal nahmen alle Amateur-Vereine teil, die am regelmäßigen Punktspielbetrieb des Berliner Fußballverbandes (BFV) teilnahmen. Seit der Saison 1957/58 qualifizierte sich der Sieger des Karl-Heinz-Schulz- bzw. Paul-Rusch-Pokals für den bundesweiten Pokalwettbewerb, den DFB-Pokal.
| Datum | Pokalsieger             | Finalist                                 | Ergebnis    | Austragungsort                      | Zuschauer |
| --- | ----------------------- | ---------------------------------------- | ----------- | ----------------------------------- | --------- |
| 26. Aug. 1951 | Tennis Borussia Berlin  | SC Union 06 Berlin                       | 2:1 n. V.   | Poststadion                         | 28000     |
| 29. Juni 1952 | Blau-Weiß 90 Berlin     | Wacker 04 Berlin                         | 3:0         | Poststadion                         | 8000      |
| 28. Juni 1953 | BFC Viktoria 1889       | Berliner SV 92                           | 4:2         | Poststadion                         | 9000      |
| 11. Apr. 1954 | Spandauer SV            | Tennis Borussia Berlin                   | 1:0         | Poststadion                         | 22000     |
| 30. Juni 1955 | Spandauer SV            | SC Minerva 93                            | 2:1 n. V.   | Stadion am Gesundbrunnen            | 6000      |
| 19. Mai 1957 (1956) | kein Sieger             | Spandauer SV SC Tasmania 1900 Berlin     | 1:1 n. V.   | Poststadion                         | 6000      |
| 5. Juni 1957 (Wiederholung) | kein Sieger             | SC Tasmania 1900 Berlin                  | 2:2 n. V. 1 | Stadion am Gesundbrunnen            | 6117      |
| 8. Juni 1957 (Wiederholung) | Spandauer SV            | SC Tasmania 1900 Berlin                  | 1:1 n. V. 2 | Stadion am Gesundbrunnen            | 8500      |
| 22. Juni 1958 (1957) | SC Tasmania 1900 Berlin | Berliner SV 92                           | 3:1         | Stadion am Gesundbrunnen            | 3000      |
| 12. Aug. 1959 (1958) | Hertha BSC              | Spandauer SV                             | 4:1         | Poststadion                         | 19093     |
| 22. Juni 1960 (1959) | Hertha BSC              | Wacker 04 Berlin                         | 5:2         | Poststadion                         | 6500      |
| 25. März 1961 (1960) | SC Tasmania 1900 Berlin | Tennis Borussia Berlin                   | 3:0         | Poststadion                         | 20000     |
| 31. Mai 1962 (1961) | SC Tasmania 1900 Berlin | BFC Südring                              | 3:0         | Stadion am Gesundbrunnen            | 3638      |
| 25. Mai 1963 (1962) | SC Tasmania 1900 Berlin | BFC Meteor 06                            | 4:1         | Stadion am Gesundbrunnen            | 4890      |
| 18. März 1964 (1963) | Tennis Borussia Berlin  | Wacker 04 Berlin                         | 2:1         | Stadion am Gesundbrunnen            | 4798      |
| 27. Dez. 1964 | kein Sieger             | Tennis Borussia Berlin Spandauer SV      | 2:2 n. V.   | Stadion am Gesundbrunnen            | 8099      |
| 6. Jan. 1965 (Wiederholung) | Tennis Borussia Berlin  | Spandauer SV                             | 7:1         | Poststadion                         | 6305      |
| 20. Nov. 1965 | kein Sieger             | Tennis Borussia Berlin Wacker 04 Berlin  | 1:1 n. V.   | Stadion am Gesundbrunnen            | 4987      |
| 27. Nov. 1965 (Wiederholung) | Tennis Borussia Berlin  | Wacker 04 Berlin                         | 3:2         | Poststadion                         | 3000      |
| 23. Nov. 1966 | Hertha BSC              | Tennis Borussia Berlin                   | 6:3         | Olympiastadion                      | 12994     |
| 22. Nov. 1967 | Hertha BSC              | SC Tasmania 1900 Berlin                  | 1:0         | Poststadion                         | 9122      |
| 20. Nov. 1968 | SC Wacker 04 Berlin     | Hertha Zehlendorf                        | 4:2         | Poststadion                         | 7863      |
| 25. Dez. 1969 | kein Sieger 3           | Tennis Borussia Berlin Hertha Zehlendorf | 1:1 n. V.   | Poststadion                         | 2179      |
| 18. Nov. 1970 | SC Tasmania 1900 Berlin | Tennis Borussia Berlin                   | 2:0         | Poststadion                         | 6831      |
| 24. Nov. 1971 | SC Tasmania 1900 Berlin | Wacker 04 Berlin                         | 4:2         | Poststadion                         | 1722      |
| 18. Okt. 1972 | SC Wacker 04 Berlin     | SpVgg Hellas-Nordwest 04                 | 5:0         | Stadion am Gesundbrunnen            | 1279      |
| 31. Okt. 1973 | Tennis Borussia Berlin  | Blau-Weiß 90 Berlin                      | 1:0         | Poststadion                         | 2014      |
| 31. Juli 1974 | Rapide Wedding          | Hertha Zehlendorf                        | 5:3         | Stadion am Gesundbrunnen            | 0518      |
| 10. Aug. 1975 | Spandauer SV            | Hertha Zehlendorf                        | 4:1         | SSV-Platz an der Neuendorfer Straße | 1027      |
| 2. Juni 1976 | Hertha BSC Amateure     | BFC Preussen                             | 4:1         | Preussenstadion                     | 0640      |
| 17. Juni 1977 | Hertha Zehlendorf       | Traber FC Mariendorf                     | 2:1         | Sportplatz an der Rathausstraße     | 0938      |
| 7. Mai 1978 | Spandauer SV            | BFC Preussen                             | 2:1         | SSV-Platz an der Neuendorfer Straße | 1311      |
| 12. Aug. 1979 | BFC Preussen            | Reinickendorfer Füchse                   | 5:3         | Katzbachstadion                     | 0950      |
| 17. Juni 1980 | BFC Preussen            | Wacker 04 Berlin                         | 6:1         | Hertzbergplatz Neukölln             | 1113      |
| 9. Juni 1981 | BFC Preussen            | Reinickendorfer Füchse                   | 2:1         | Katzbachstadion                     | 1300      |
| 20. Mai 1982 | Hertha Zehlendorf       | Rapide Wedding                           | 3:1         | Katzbachstadion                     | 0864      |
| 12. Mai 1983 | SC Charlottenburg       | Tennis Borussia Berlin                   | 3:2         | Mommsenstadion                      | 2000      |
| 1. Mai 1984 | Blau-Weiß 90 Berlin     | Lichterfelder SU                         | 3:1         | Mommsenstadion                      | 0829      |
| 16. Mai 1985 | Tennis Borussia Berlin  | SC Charlottenburg                        | 1:0         | Mommsenstadion                      | 1823      |
| 11. Mai 1986 | SC Charlottenburg       | Spandauer SV                             | 2:1         | Stadion am Askanierring             | 1157      |
| 17. Mai 1987 | Hertha BSC              | Tennis Borussia Berlin                   | 2:0         | Poststadion                         | 3002      |
| 12. Mai 1988 | Türkiyemspor Berlin     | BFC Preussen                             | 2:1 n. V.   | Katzbachstadion                     | 5500      |
| 4. Mai 1989 | Hertha Zehlendorf       | Türkiyemspor Berlin                      | 2:0         | Poststadion                         | 5969      |
| 13. Mai 1990 | Türkiyemspor Berlin     | Hertha Zehlendorf                        | 2:1         | Mommsenstadion                      | 2863      |
| 9. Mai 1991 | Türkiyemspor Berlin     | NSC Marathon 02                          | 3:0         | Stadion Lichterfelde                | 1980      |
| 1 Die zweite Partie wurde nach 110 Minuten wegen Dunkelheit abgebrochen. 2 Nach der dritten Partie entschied das Los für den Spandauer SV. 3 Es konnte kein Termin für das Wiederholungsspiel gefunden werden, weil Zehlendorf zu einer traditionellen Auslandstour aufbrach. Die Startberechtigung für den DFB-Pokal erhielt Tennis Borussia. |                         |                                          |             |                                     |           |

In Ost-Berlin wurde ab 1957 ein regionaler Pokal ausgespielt. Dieser war einer von 15 FDGB-Bezirkspokalen der 1952 gebildeten DDR-Bezirke. Am Wettbewerbe nahmen dabei alle Ost-Berliner Vereine teil, die nicht in der Oberliga, Liga oder II. Liga spielten, und konnten sich so für den republikweiten FDGB-Pokal qualifizieren.
| Datum                        | Pokalsieger                    | Finalist                      | Ergebnis             | Austragungsort                 | Zuschauer |
| ---------------------------- | ------------------------------ | ----------------------------- | -------------------- | ------------------------------ | --------- |
| 23. Feb. 1958 (1957)         | SG Adlershof                   | SG Nordring                   | 8:4                  | Hans-Zoschke-Stadion           | 1500      |
| 26. Dez. 1958                | SG Hohenschönhausen            | BEWAG/Turbine Berlin          | 2:1                  | Hans-Zoschke-Stadion           | 0850      |
| 27. Dez. 1959                | SG Adlershof                   | SG Köpenick                   | 4:3 n. V.            | Hans-Zoschke-Stadion           | 2000      |
| 12. Jan. 1961 (1960)         | SG Lichtenberg 47 II           | BSG Lok Schöneweide           | 6:2                  | Kleines Jahnstadion            | 1000      |
| 26. Dez. 1961                | BSG Motor Weißensee            | BSG Lok Schöneweide           | 3:1                  | Hans-Zoschke-Stadion           | 0500      |
| 8. Juni 1963                 | BSG Rotation Berlin            | BSG Berliner Verkehrsbetriebe | 4:2                  | Ernst-Grube-Stadion            | 0500      |
| 20. Juni 1964                | kein Sieger                    | Dynamo Adlershof SG Adlershof | 0:0                  | Fritz-Lesch-Sportplatz         | 1000      |
| 27. Juni 1964 (Wiederholung) | Dynamo Adlershof               | SG Adlershof                  | 8:0                  | Hans-Zoschke-Stadion           | 0800      |
| 28. Apr. 1965                | SG Lichtenberg 47              | BSG Motor Köpenick            | 2:1                  | Stadion An der Alten Försterei | 1500      |
| 19. Mai 1966                 | SG Lichtenberg 47              | BSG Einheit Weißensee         | 3:1                  | Hans-Zoschke-Stadion           | 1000      |
| 3. Juni 1967                 | BSG Einheit Pankow             | BSG Berliner Verkehrsbetriebe | 1:0 n. V.            | Kleines Jahnstadion            | 0900      |
| 15. Juni 1968                | BFC Dynamo II                  | FC Vorwärts Berlin II         | 6:1                  | Hans-Zoschke-Stadion           | 0600      |
| 31. Mai 1969                 | BFC Dynamo III                 | BSG Einheit Pankow            | 3:0                  | Stadion an der Zachertstraße   | 0200      |
| 14. Juni 1970                | 1. FC Union Berlin II          | SG Fortuna Biesdorf           | 1:0                  | Stadion an der Zachertstraße   | 0500      |
| 13. Juni 1971                | BSG EAB Lichtenberg 47         | BSG Rotation Berlin           | 2:0                  | Sportstadion Oberspree         | 1000      |
| 4. Juni 1972                 | BSG NARVA Berlin               | BSG Rotation Berlin           | 1:0                  | Sportplatz Langenbeckstraße    | 1500      |
| 2. Juni 1973                 | BFC Dynamo III                 | BEWAG/Turbine Berlin          | 7:2                  | Käthe-Tucholla-Stadion         | 0300      |
| 15. Juni 1974                | 1. FC Union Berlin II          | SG Berolina Stralau           | 4:0                  | Sportplatz Kynaststraße        | 1000      |
| 8. Juni 1975                 | SG Hohenschönhausen            | BSG Luftfahrt Berlin          | 4:1                  | Sportplatz Kynaststraße        | 0700      |
| 29. Mai 1976                 | BSG NARVA Berlin               | BSG Bergmann-Borsig Berlin    | 4:0                  | Sportplatz Kynaststraße        | 0800      |
| 5. Juni 1977                 | BSG Sparta Lichtenberg         | BSG Bergmann-Borsig Berlin    | 4:2                  | Stadion an der Zachertstraße   | 1000      |
| 3. Juni 1978                 | BSG NARVA Berlin               | SG Hohenschönhausen           | 4:2                  | Sportplatz Kynaststraße        | 0800      |
| 9. Juni 1979                 | BSG Bergmann-Borsig Berlin II  | BSG Luftfahrt Berlin          | 1:1 n. V., 7:6 i. E. | Sportplatz Kynaststraße        | 0500      |
| 31. Mai 1980                 | BSG EAB 47 Berlin              | BSG Berliner Verkehrsbetriebe | 5:0                  | Sportplatz Kynaststraße        | 1000      |
| 30. Mai 1981                 | BSG Rotation Berlin            | BSG EAB 47 Berlin             | 4:4 n. V., 3:1 i. E. | Sportplatz Kynaststraße        | 1000      |
| 4. Juni 1982                 | BSG Rotation Berlin            | BSG Berliner Verkehrsbetriebe | 4:1                  | Sportplatz Kynaststraße        | 0500      |
| 11. Juni 1983                | BSG EAB 47 Berlin              | BSG Einheit Pankow            | 3:2 n. V.            | Sportplatz Kynaststraße        | 1200      |
| 22. Mai 1984                 | BFC Dynamo II                  | BSG Berliner Verkehrsbetriebe | 6:0                  | Sportplatz Kynaststraße        | 0500      |
| 24. Mai 1985                 | 1. FC Union Berlin II          | SG Hohenschönhausen           | 4:2                  | Sportplatz Kynaststraße        | 0500      |
| 23. Mai 1986                 | BSG Kabelwerk Oberspree Berlin | BSG Rotation Berlin II        | 2:0 n. V.            | Sportplatz Kynaststraße        | 1000      |
| 29. Mai 1987                 | BSG Kabelwerk Oberspree Berlin | BSG Bergmann-Borsig Berlin    | 2:1                  | Sportplatz Kynaststraße        | 0800      |
| 27. Mai 1988                 | BSG Bergmann-Borsig Berlin     | BSG Empor HO Berlin           | 3:2                  | Sportplatz Kynaststraße        | 0800      |
| 3. Juni 1989                 | BSG Bergmann-Borsig Berlin     | BSG Tiefbau Berlin            | 2:1 n. V.            | Sportplatz Kynaststraße        | 0700      |
| 30. Mai 1990                 | BSG Tiefbau Berlin             | BSG Motor Köpenick            | 2:1                  | Sportplatz Kynaststraße        | 0500      |
| 1. Mai 1991                  | SV Blau-Gelb Berlin            | SV Empor Berlin               | 2:0                  | Sportplatz Kynaststraße        | 0250      |

### 1992 bis heute: BFV-Pokal für Gesamt-Berlin
Nach der deutschen Wiedervereinigung im Jahr 1990 wurde auch im Fußballbereich in der Saison 1991/92 der Pokalwettbewerb der ehemaligen West- und Ost-Verbände zusammengelegt. So sind seitdem auch die Ostberliner Vereine wieder teilnahmeberechtigt am Berliner Pokalwettbewerb. Bis heute gelang es fünf ehemaligen DDR-Teams, das Finale zu erreichen: dem 1. FC Union Berlin (1994, 1997, 2007 und 2009),  BFC Dynamo (1999, 2000, 2010, 2011, 2013, 2015, 2017, 2018 und 2021), Köpenicker SC (2007), SV Lichtenberg 47 (2013 und 2016) und VSG Altglienicke (2020 und 2022).

Logo des Landespokals bis zur Saison 2021/22

Der Paul-Rusch-Pokal entwickelte selten überregionale Bedeutung. In der Saison 1992/93 sorgten die Hertha BSC Amateure für bundesweites Aufsehen, als dem Team nach dem Sieg im Berliner Wettbewerb auch in der darauffolgenden DFB-Pokal-Saison der überraschende Einzug ins Finale gelang. Dort unterlagen aber die als „Hertha-Bubis“ gefeierten Spieler Bayer 04 Leverkusen. Im Jahr 2001 standen sich mit dem SV Yeşilyurt Berlin und Türkiyemspor Berlin erstmals in einem bundesdeutschen Regionalpokalfinale zwei Migrantenteams im Endspiel gegenüber. Das „türkische Derby“ sorgte für internationales Medieninteresse und eine einmalige TV-Liveübertragung des Paul-Rusch-Pokals Endspiels durch den türkischen TV-Sender TRT-int über Satellit weltweit.
Im Jahr 2004 wurde der Wettbewerb erneut umbenannt und trug bis zum Jahr 2006 den Namen ODDSET-Cup. Aufgrund einer Entscheidung des Bundesverfassungsgerichtes durfte der Name des Sponsors jedoch nicht weiter verwendet werden und der Pokal erhielt zunächst den Namen BFV-Pokal, bevor er 2007 in Berliner Pilsner-Pokal umbenannt wurde. Von 2018 bis 2022 hieß der Pokal aufgrund eines Sponsorings der AOK Nordost offiziell AOK-Landespokal Berlin. Seit der Saison 2022/23 ist der Waschanlagenbetreiber COSY WASH Sponsor des Landespokals.
In den Klammern hinter dem genannten Fußballverein ist die jeweilige Ligazugehörigkeit aufgeführt:

3L: 3. Liga (seit 2008)

RL: Regionalliga Nordost (1994 bis 2000), Regionalliga Nord (2000 bis 2012), Regionalliga Nordost (seit 2012)

OL: NOFV-Oberliga Mitte (1991 bis 1994) bzw. NOFV-Oberliga Nord (seit 1992)

VL: Verbandsliga Berlin (seit 2008 Berlin-Liga)

LL: Landesliga Berlin
| Datum         | Pokalsieger                          | Finalist                     | Ergebnis  | Austragungsort                  | Zuschauer |
| ------------- | ------------------------------------ | ---------------------------- | --------- | ------------------------------- | --------- |
| 29. Mai 1992  | Hertha BSC Amateure (OL)             | Reinickendorfer Füchse (OL)  | 1:0       | Mommsenstadion                  | 1418      |
| 6. Mai 1993   | Tennis Borussia Berlin (OL)          | Türkiyemspor Berlin (OL)     | 2:0       | Mommsenstadion                  | 2898      |
| 12. Mai 1994  | 1. FC Union Berlin (OL)              | SD Croatia Berlin (LL)       | 2:1       | Mommsenstadion                  | 3377      |
| 25. Mai 1995  | Tennis Borussia Berlin (RL)          | Türkiyemspor Berlin (RL)     | 5:0       | Friedrich-Ludwig-Jahn-Sportpark | 1754      |
| 16. Mai 1996  | Tennis Borussia Berlin (RL)          | Hertha Zehlendorf (RL)       | 2:0       | Friedrich-Ludwig-Jahn-Sportpark | 1156      |
| 8. Mai 1997   | Reinickendorfer Füchse (RL)          | 1. FC Union Berlin (RL)      | 1:0       | Friedrich-Ludwig-Jahn-Sportpark | 3700      |
| 21. Apr. 1998 | Tennis Borussia Berlin (RL)          | VfB Lichterfelde (OL)        | 2:0       | Friedrich-Ludwig-Jahn-Sportpark | 0903      |
| 11. Mai 1999  | BFC Dynamo (RL)                      | Türkspor Berlin (VL)         | 4:1       | Friedrich-Ludwig-Jahn-Sportpark | 1888      |
| 31. Mai 2000  | Tennis Borussia Berlin Amateure (RL) | BFC Dynamo (RL)              | 2:0       | Friedrich-Ludwig-Jahn-Sportpark | 1841      |
| 30. Mai 2001  | SV Yeşilyurt Berlin (LL)             | Türkiyemspor Berlin (OL)     | 2:1       | Friedrich-Ludwig-Jahn-Sportpark | 1926      |
| 22. Mai 2002  | Tennis Borussia Berlin (OL)          | Reinickendorfer Füchse (OL)  | 4:0       | Friedrich-Ludwig-Jahn-Sportpark | 0964      |
| 14. Mai 2003  | Reinickendorfer Füchse (OL)          | Tennis Borussia Berlin (OL)  | 1:0       | Friedrich-Ludwig-Jahn-Sportpark | 0962      |
| 5. Mai 2004   | Hertha BSC Amateure (OL)             | SV Yeşilyurt Berlin (OL)     | 3:0       | Friedrich-Ludwig-Jahn-Sportpark | 1967      |
| 4. Mai 2005   | Tennis Borussia Berlin (OL)          | BFC Alemannia 90 Wacker (VL) | 5:4 n. E. | Friedrich-Ludwig-Jahn-Sportpark | 1088      |
| 24. Mai 2006  | Tennis Borussia Berlin (OL)          | Hertha BSC II (RL)           | 2:1 n. V. | Friedrich-Ludwig-Jahn-Sportpark | 1600      |
| 16. Mai 2007  | 1. FC Union Berlin (RL)              | Köpenicker SC (VL)           | 7:0       | Stadion An der Alten Försterei  | 5624      |
| 4. Juni 2008  | Tennis Borussia Berlin (OL)          | VfB Hermsdorf (VL)           | 2:0       | Friedrich-Ludwig-Jahn-Sportpark | 2063      |
| 6. Mai 2009   | 1. FC Union Berlin (3L)              | Tennis Borussia Berlin (OL)  | 2:1       | Friedrich-Ludwig-Jahn-Sportpark | 3700      |
| 2. Juni 2010  | Berlin Ankaraspor (OL)               | BFC Dynamo (OL)              | 1:0       | Friedrich-Ludwig-Jahn-Sportpark | 3100      |
| 8. Juni 2011  | BFC Dynamo (OL)                      | SFC Stern 1900 (VL)          | 2:0       | Friedrich-Ludwig-Jahn-Sportpark | 5100      |
| 26. Mai 2012  | Berliner AK 07 (RL)                  | SC Gatow (VL)                | 2:0       | Friedrich-Ludwig-Jahn-Sportpark | 1237      |
| 12. Juni 2013 | BFC Dynamo (OL)                      | SV Lichtenberg 47 (OL)       | 1:0       | Friedrich-Ludwig-Jahn-Sportpark | 6381      |
| 4. Juni 2014  | FC Viktoria 1889 Berlin (RL)         | Tasmania Berlin (VL)         | 2:1       | Friedrich-Ludwig-Jahn-Sportpark | 3468      |
| 20. Mai 2015  | BFC Dynamo (RL)                      | Tasmania Berlin (VL)         | 1:0       | Friedrich-Ludwig-Jahn-Sportpark | 6914      |
| 28. Mai 2016  | BFC Preussen (VL)                    | SV Lichtenberg 47 (OL)       | 1:0       | Friedrich-Ludwig-Jahn-Sportpark | 3874      |
| 25. Mai 2017  | BFC Dynamo (RL)                      | FC Viktoria 89 (RL)          | 3:1 n. V. | Friedrich-Ludwig-Jahn-Sportpark | 6700      |
| 21. Mai 2018  | BFC Dynamo (RL)                      | Berliner Sport-Club (VL)     | 2:1       | Friedrich-Ludwig-Jahn-Sportpark | 6428      |
| 25. Mai 2019  | FC Viktoria 1889 Berlin (RL)         | Tennis Borussia Berlin (OL)  | 1:0       | Friedrich-Ludwig-Jahn-Sportpark | 2712      |
| 22. Aug. 2020 | VSG Altglienicke (RL)                | FC Viktoria 1889 Berlin (RL) | 6:0       | Friedrich-Ludwig-Jahn-Sportpark | 0.–       |
| 29. Mai 2021  | BFC Dynamo (RL)                      | Berliner AK 07 (RL)          | 2:1       | Mommsenstadion                  | –         |
| 21. Mai 2022  | FC Viktoria 1889 Berlin (3L)         | VSG Altglienicke (RL)        | 2:1       | Mommsenstadion                  | 1215      |
| 3. Juni 2023  | TuS Makkabi Berlin (OL)              | Sparta Lichtenberg (VL)      | 3:1 n. V. | Mommsenstadion                  | 4673      |
| 25. Mai 2024  | FC Viktoria 1889 Berlin (RL)         | TuS Makkabi Berlin (OL)      | 3:0       | Hans-Zoschke-Stadion            | 2739      |
| 24. Mai 2025  | BFC Dynamo (RL)                      | Eintracht Mahlsdorf (OL)     | 2:0       | Mommsenstadion                  | 8400      |

## Rekordgewinner

Rekordgewinner ist Tennis Borussia Berlin

| Rang | Verein                    | Anzahl | davon West * | davon Ost * | Sieger                                                                                               |
| --- | ------------------------- | ------ | ------------ | ----------- | --- |
| 1 | Tennis Borussia Berlin 1  | 17     | 6            | 0           | 1931, 1949, 1951, 1963, 1964, 1965, 1973, 1985, 1993, 1995, 1996, 1998, 2000, 2002, 2005, 2006, 2008 |
| 2 | Hertha BSC 2              | 14     | 6            | 0           | 1920, 1924, 1928, 1929, 1932, 1943, 1958, 1959, 1966, 1967, 1976(II.), 1987, 1992 (II.), 2004(II.)   |
| 3 | BFC Dynamo 3              | 12     | 0            | 4           | 1968(II.), 1969(III.), 1973(III.), 1984(II.), 1999, 2011, 2013, 2015, 2017, 2018, 2021, 2025         |
| 4 | FC Viktoria 1889 Berlin 4 | 10     | 1            | 0           | 1907, 1908, 1909, 1926, 1927, 1953, 2014, 2019, 2022, 2024                                           |
| 5 | 1. FC Union Berlin 5      | 08     | 0            | 3           | 1947, 1948, 1970(II.), 1974(II.), 1985 1994, 2007, 2009                                              |
| 6 | SC Tasmania 1900 Berlin   | 07     | 7            | 0           | 1957, 1960, 1961, 1962, 1963, 1970, 1971                                                             |
| 7 | Spandauer SV              | 05     | 5            | 0           | 1954, 1955, 1956, 1975, 1978                                                                         |
| 8 | SV Lichtenberg 47 6       | 04     | 0            | 4           | 1960(II.), 1965, 1966, 1971                                                                          |
| 9 | BFC Preussen              | 04     | 3            | 0           | 1979, 1980, 1981, 2016                                                                               |
| * Anzahl der Titel, die zwischen 1950 und 1991 in den jew. Ost- bzw. Westbewerben gewonnen wurden. 1 Ein Titel wurde von der 2. Mannschaft des Vereins gewonnen. 2 Drei Titel wurden von der 2. Mannschaft des Vereins gewonnen. 3 Jeweils zwei Titel wurden von der 2. bzw. 3. Mannschaft des Vereins gewonnen. 4 Sechs Titel wurden vom Vorgängerverein, dem BFC Viktoria 1889 bzw. dem BTuFC Viktoria 89, gewonnen. 5 Drei Titel wurden von der 2. Mannschaft des Vereins gewonnen. 6 Ein Titel wurde von der 2. Mannschaft des Vereins gewonnen. |                           |        |              |             | |